# Declaration of Arbroath

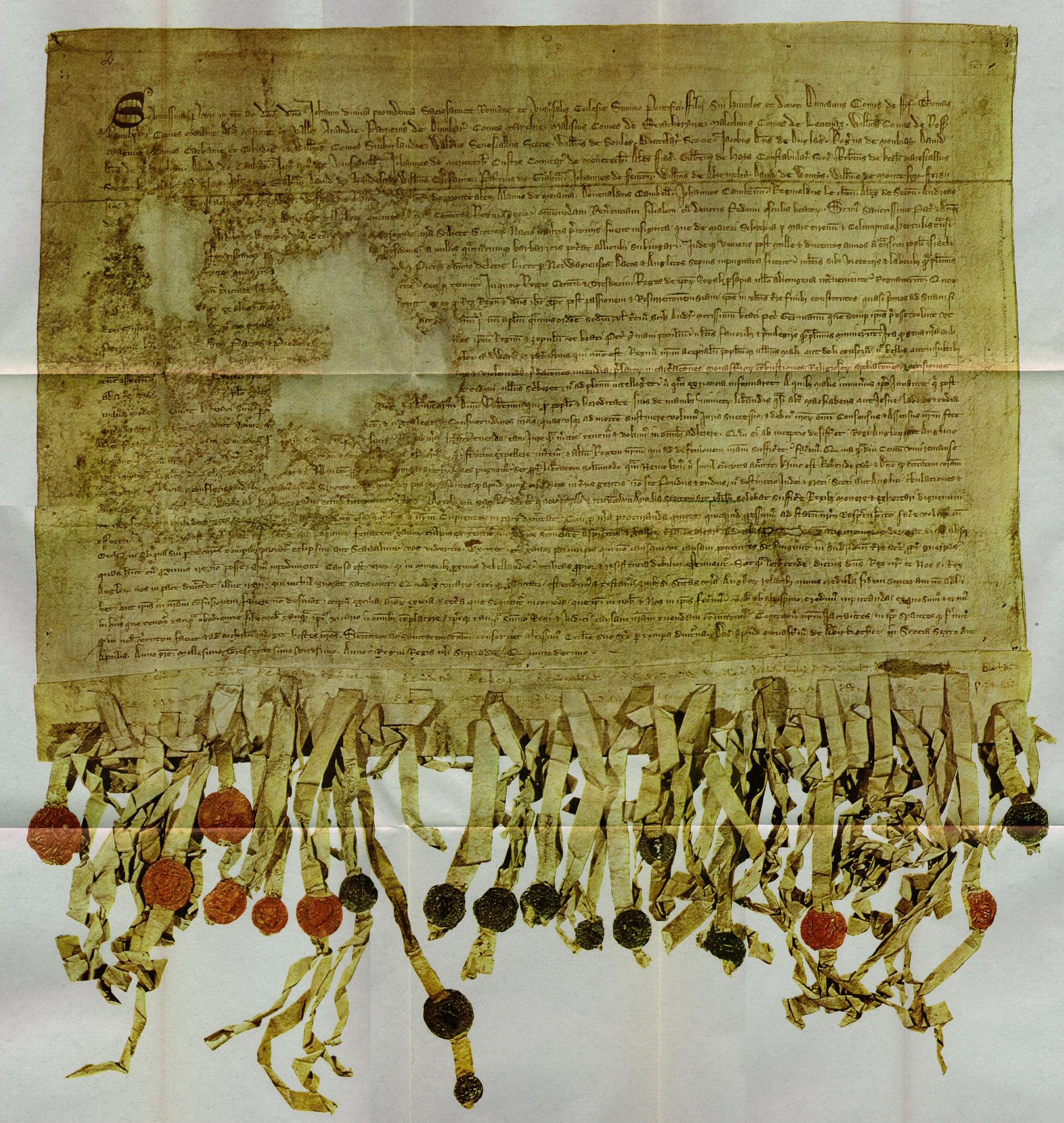
Abschrift der Urkunde

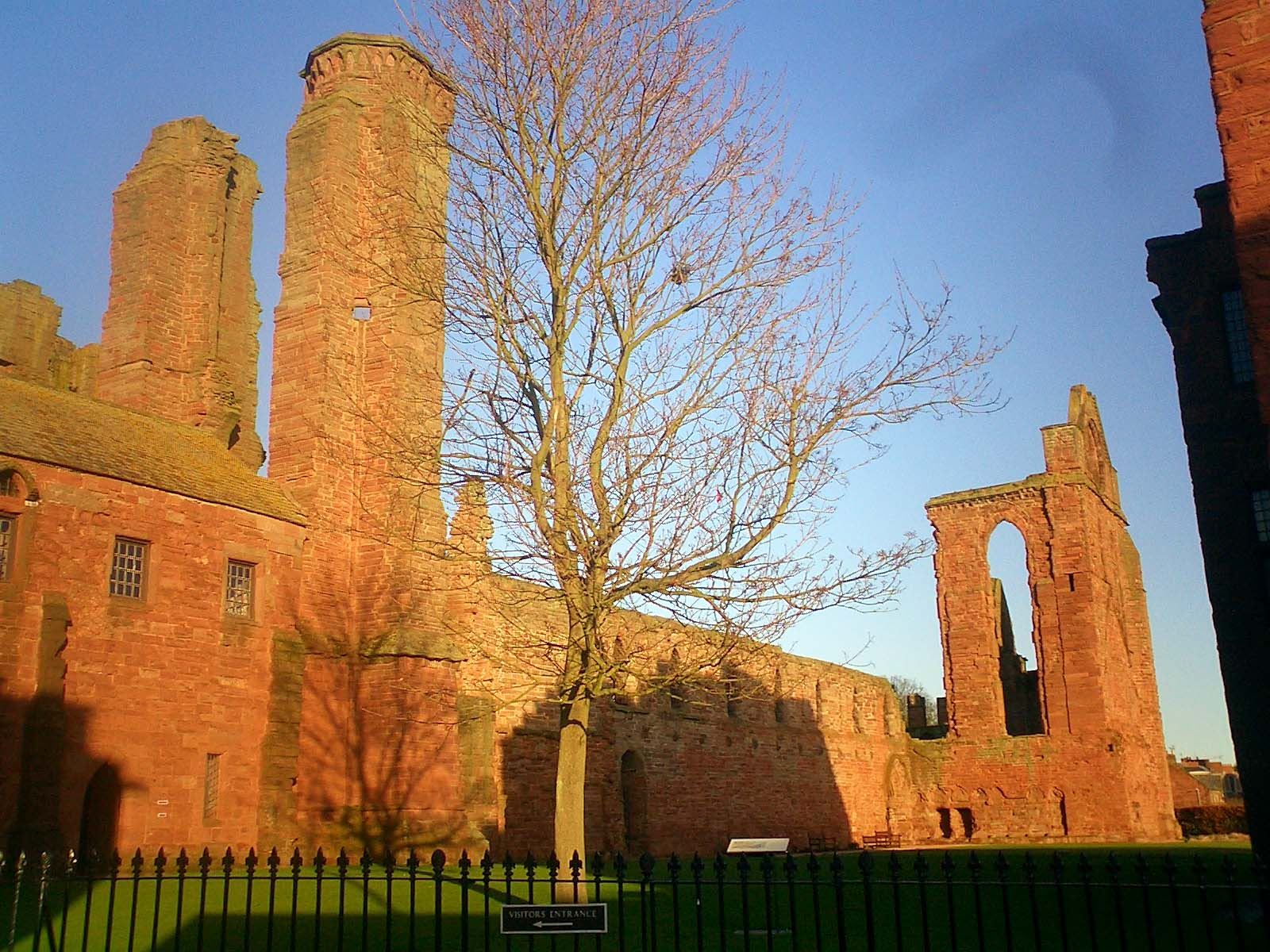
Arbroath Abbey, 2004

Die Declaration of Arbroath, deutsch Deklaration von Arbroath, gilt als „Schottische Unabhängigkeitserklärung“. Die Urkunde, die die Unabhängigkeit von England proklamierte, wurde am 6. April 1320 im Kloster Arbroath unterzeichnet und war gerichtet an Papst Johannes XXII.
Das Original der Urkunde wurde in lateinischer Sprache verfasst und wahrscheinlich von Bernard, Abt des Klosters Arbroath und Lordkanzler von Schottland („Lord Chancellor of Scotland“), gefertigt.
Die Deklaration von Arbroath ist die älteste bekannte Unabhängigkeitserklärung einer Nation.

## Geschichtlicher Hintergrund
Nach dem frühen Tod seiner beiden Söhne ließ der schottische König Alexander III. 1284 im Falle des Ausbleibens weiterer männlicher Nachkommen seine in Norwegen geborene Enkelin Margarete zur Thronfolgerin erklären. Nachdem Alexander 1286 gestorben war, proklamierten die Guardians of Scotland Margarete zur offiziellen Thronerbin. Als sie vier Jahre später von Norwegen nach Schottland reiste, verstarb sie jedoch noch während der Überfahrt. Durch das Aussterben des Königshauses Dunkeld kam es zu einem Interregnum, in dessen Folge zahlreiche Anwärter Anspruch auf den schottischen Thron erhoben. Der um Vermittlung gebetene englische König Eduard I., dessen Sohn (der spätere König Eduard II.) mit Margarete vermählt werden sollte, sah nun die Möglichkeit, seinen eigenen Einfluss im Land zu stärken.
Der von ihm zum schottischen König bestimmte und 1292 gekrönte John Balliol verweigerte Eduard jedoch die Gefolgschaft; 1296 wurde er nach dem Einmarsch eines englischen Heeres und der vernichtenden Niederlage in der Schlacht bei Dunbar zur Abdankung gezwungen und eingekerkert, Schottland geriet unter englische Verwaltung. Dies führte zum ersten Schottischen Unabhängigkeitskrieg, in dessen Verlauf der Anführer der Aufständischen, Robert the Bruce, sich 1306 zum König krönen ließ. Nach wechselhaftem Kriegsverlauf gelang es ihm, das englische Heer 1314 in der Schlacht von Bannockburn entscheidend zu schlagen und so die englische Besetzung des Landes zu beenden.

## Inhalt der Erklärung
Die mit den Unterschriften und Siegeln von 51 schottischen Earls, Magnaten und Adligen versehene Urkunde wurde als Brief an den seit 1316 im französischen Avignon residierenden Papst Johannes XXII. gesandt. Die Erklärung sollte Vorbehalte des Papstes gegen die Beendigung der englischen Herrschaft über Schottland zerstreuen und bat zugleich um Schlichtung im Konflikt mit England.
Allerdings legte die Deklaration auch fest, dass Schottlands Unabhängigkeit stets wichtiger sei als die Person des schottischen Königs; so erklärten die Unterzeichner, dass sie ihn nur solange unterstützen würden, wie er die Rechte und Interessen der Nation zu wahren bereit sei:

„Doch Robert selbst, sollte er sich von dieser Aufgabe, die er begonnen hat, abwenden und sich einverstanden erklären, dass wir oder unser Reich dem englischen König oder seinem Volk unterworfen würden, würden wir ihn als unser aller Feind ausstoßen, als einen, der unsere und seine Rechte untergraben hat, und würden einen anderen König wählen, damit er unsere Freiheit verteidigt; […]“

Berühmtheit erlangte die sich anschließende Passage:

„[…] Quia quamdiu Centum ex nobis vivi remanserint, nuncquam Anglorum dominio aliquatenus volumus subiugari. Non enim propter gloriam, divicias aut honores pugnamus set propter libertatem solummodo quam Nemo bonus nisi simul cum vita amittit.“

„[…] for, as long as but a hundred of us remain alive, never will we on any conditions be brought under English rule. It is in truth not for glory, nor riches, nor honours that we are fighting, but for freedom – for that alone, which no honest man gives up but with life itself.“

„[…] denn solange auch nur einhundert von uns am Leben bleiben, wird man uns niemals, zu welchen Bedingungen auch immer, unter englische Herrschaft zwingen. Denn wir kämpfen nicht für Ruhm, nicht für Reichtümer oder Ehren, sondern wir kämpfen einzig für die Freiheit, die kein ehrenhafter Mann aufgibt, wenn nicht zugleich mit seinem Leben.“

## Folgen
Die Deklaration verfehlte ihre Wirkung nicht: Dank der Vermittlung durch Papst Johannes XXII. kam es am 1. März 1328 mit dem Abkommen von Edinburgh und Northampton zu einem Friedensvertrag zwischen Schottland und England, in dem der englische König Eduard III. auf alle Forderungen gegenüber Schottland verzichtete.

## Verbleib der Urkunde
Das nach Avignon gesandte Original der Urkunde  ist verlorengegangen; eine Abschrift befindet sich heute im Schottischen Nationalarchiv in Edinburgh. Eine spätere Kopie der Abschrift befindet sich im Museum der Abtei Arbroath und ist dort ausgestellt.